# John R. Steelman

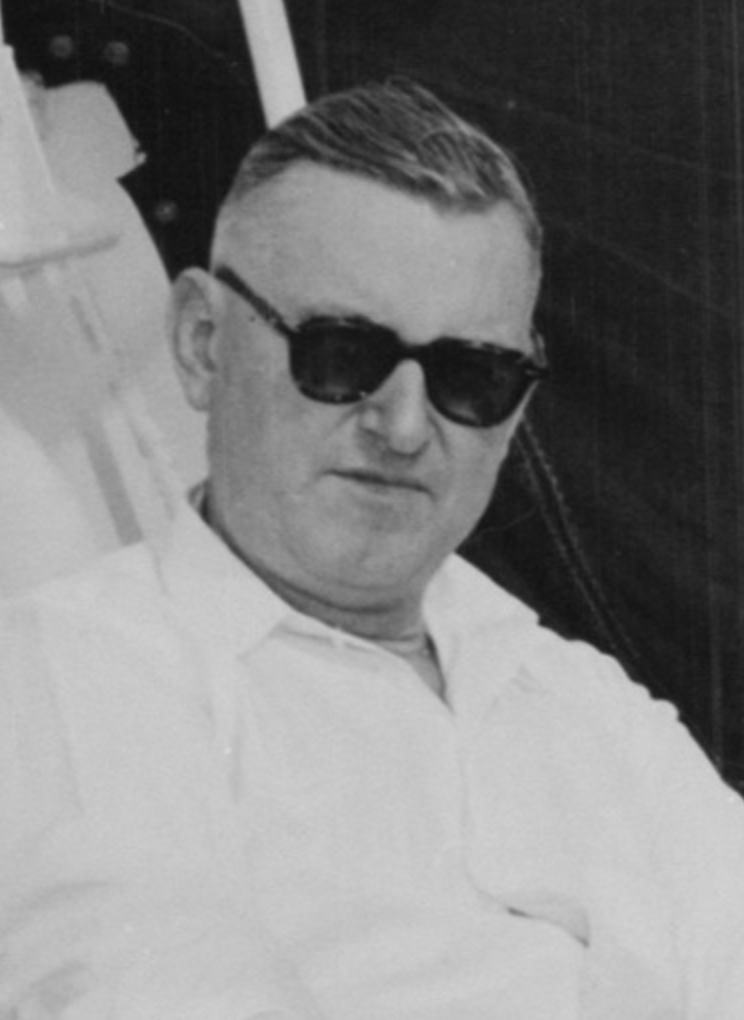
John R. Steelman

John Roy Steelman (* 23. Juni 1900 in Thornton, Arkansas; † 14. Juli 1999 in Naples, Florida) war ein US-amerikanischer Soziologe, Ökonom, Hochschullehrer und von 1946 bis 1953 1. Stabschef des Weißen Hauses.

## Biografie
Nach dem Schulbesuch studierte er zunächst am Henderson Brown College in Arkadelphia und erwarb dort 1922 einen Bachelor of Arts (B.A.). Ein anschließendes Postgraduiertenstudium an der Vanderbilt University in Nashville schloss er 1924 mit einem Master of Arts (M.A.) ab. 1928 erwarb er schließlich einen Philosophiae Doctor (Ph.D.) an der University of North Carolina und war anschließend bis 1934 als Professor für Soziologie und Ökonomie am Alabama College tätig.
1934 wechselte er in den Regierungsdienst und wurde Mitarbeiter im Arbeitsministerium der Vereinigten Staaten. Dort war er zunächst Kommissar (Commissioner) des Schlichtungsdienstes (U.S. Conciliation Service) und dann von 1936 bis 1937 Sonderassistent von Arbeitsministerin Frances Perkins. Zuletzt war er bis zum Ende des Zweiten Weltkrieges 1945 Direktor des Schlichtungsdienstes.
1945 wurde er als Sonderassistent Mitarbeiter im Weißen Haus, ehe ihn US-Präsident Harry S. Truman 1946 zum ersten Stabschef des Weißen Hauses (White House Chief of Staff) ernannte. Dieses Amt im erweiterten Kabinett Trumans übte er bis zum Ende der Präsidentschaft Trumans am 20. Januar 1953 aus.
Anschließend war er einige Jahre als Berater in der Privatwirtschaft sowie als Verleger tätig.